# Созь
Созь — река в России, протекает по Тверской области. Река берёт своё начало из озера Великого. Созь впадает в Иваньковское водохранилище, на 2998 км по левому берегу Волги. Длина реки составляет 34 км, площадь водосборного бассейна — 575 км².

## Данные водного реестра
По данным государственного водного реестра России относится к Верхневолжскому бассейновому округу, водохозяйственный участок реки — Волга от города Тверь до Иваньковского гидроузла (Иваньковское водохранилище), речной подбассейн реки — бассейны притоков (Верхней) Волги до Рыбинского водохранилища. Речной бассейн реки — (Верхняя) Волга до Куйбышевского водохранилища (без бассейна Оки).
Код объекта в государственном водном реестре — 08010100712110000003029.